# Dracotettix newboldi
Dracotettix newboldi is een rechtvleugelig insect uit de familie Romaleidae. De wetenschappelijke naam van deze soort is voor het eerst geldig gepubliceerd in 1931 door Hebard.